# Актёрское искусство

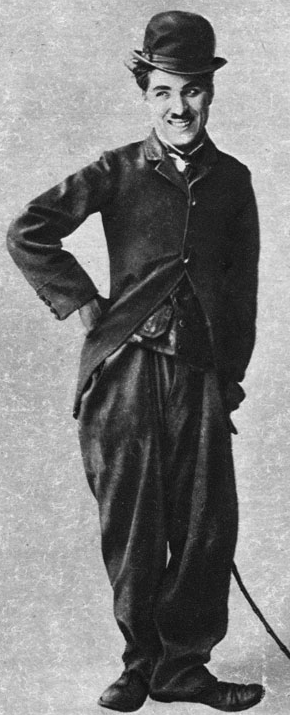
Чарли Чаплин — культовый британский и американский актёр и кинорежиссёр времён раннего Голливуда

Актёрское иску́сство (устар. «лицедейство») — профессиональная творческая деятельность в области исполнительских искусств, состоящая в создании сценических образов (ролей), вид исполнительского творчества.
Исполняя определённую роль в театральном представлении, актёр как бы уподобляет себя лицу, от имени которого он действует в спектакле. Путём воздействия на зрителя во время спектакля создаётся особое игровое пространство и сообщество актёров и зрителей.

## Принцип актёрского искусства
Идейное содержание актёрского искусства — перевоплощение. Перевоплощение бывает внешнее и внутреннее, метод его постижения различается в зависимости от техники, которой пользуется актёр, школы (например, Станиславского или Михаила Чехова), факторов внешнего вмешательства в построение роли (работы партнёров, режиссёра, гримёра и т. д.).
Рабочие инструменты актёра также различаются внешние и внутренние.
- Внешние (технологические) — грим, костюм, в некоторых видах театра — маска.
- Внутренние (психофизические) — физические: тело, пластика и моторика, голос (в том числе дикция), музыкальный слух, чувство ритма; психические: эмоциональность, наблюдательность, память, воображение, скорость реакции, способность к импровизации.

## История актёрского искусства
Истоки актёрского искусства восходят к массовым действам первобытного общества, хотя в тот момент актёрского искусства как такового не существовало. Наивное человеческое мировоззрение той эпохи приписывало подобным действам магическое значение, способное повлиять на силы природы, принести удачу на охоте или устрашить врага.
Распад массовых действ, исполнявшихся всем племенем, на игры и танцы привёл к появлению исполнителей и зрителей.

## Галерея

Актерская игра:
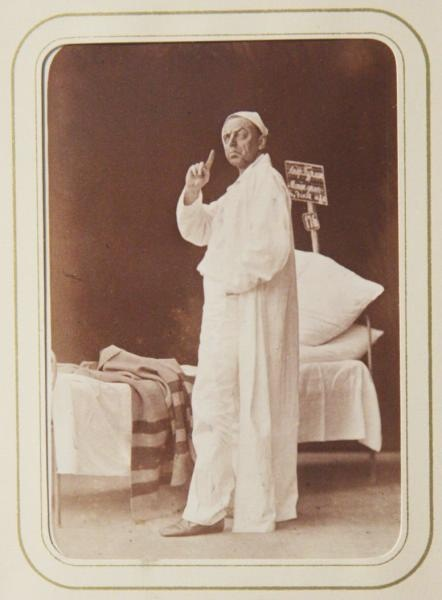
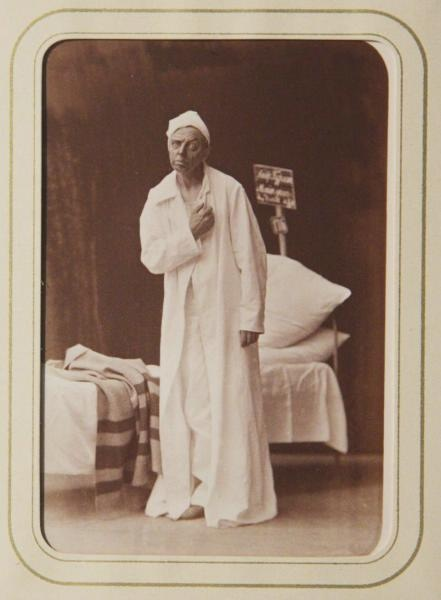
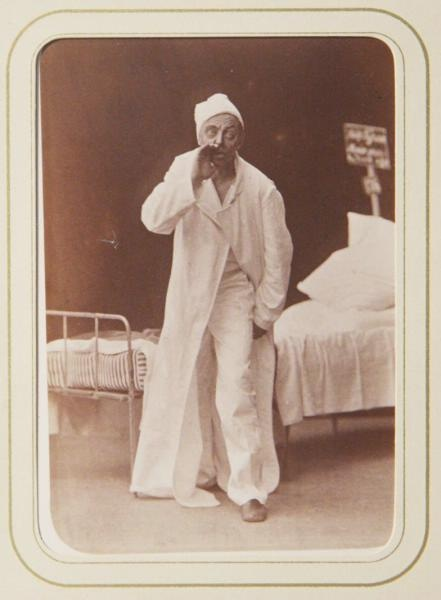
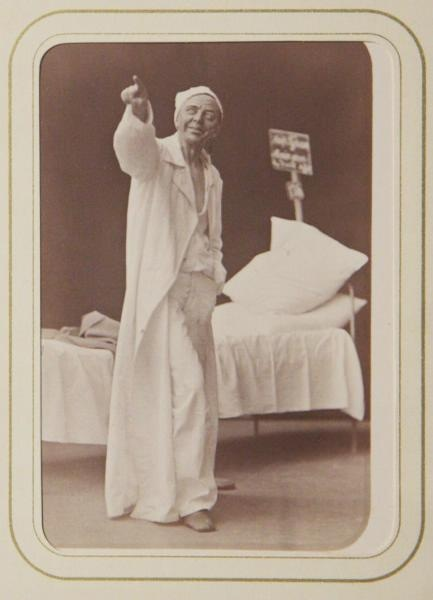
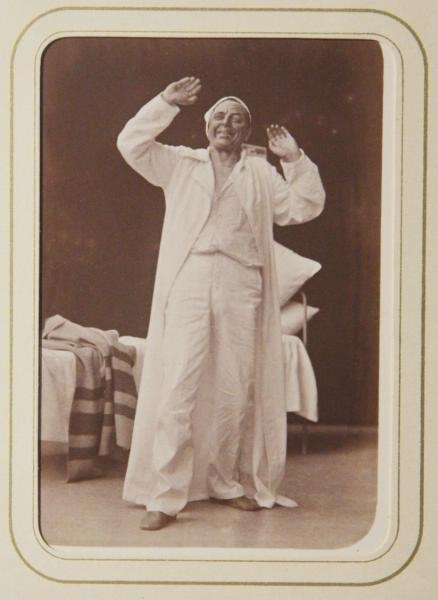
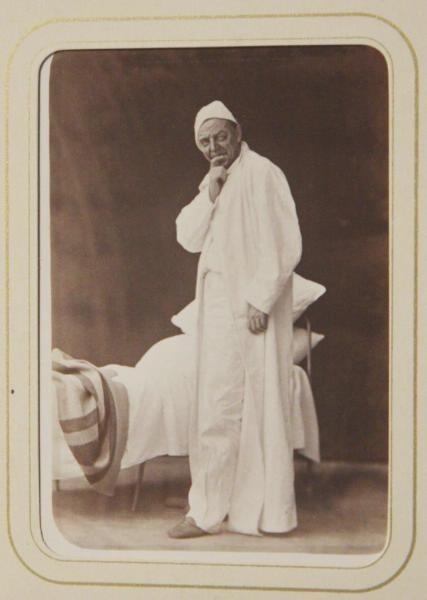
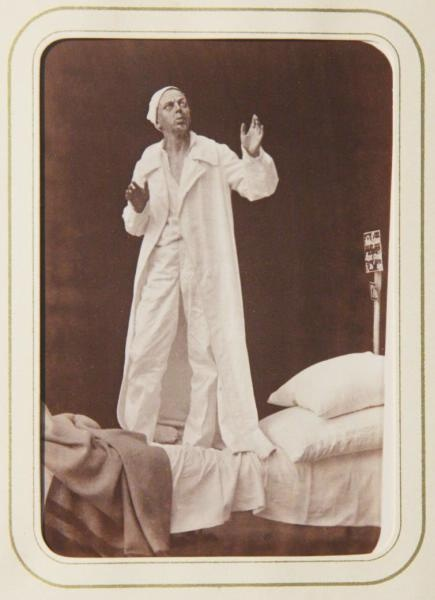
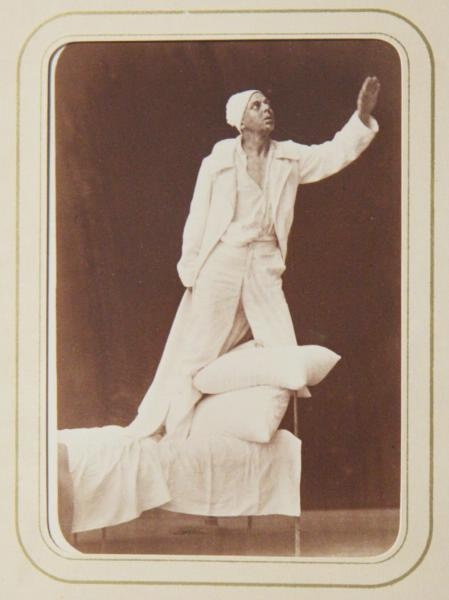
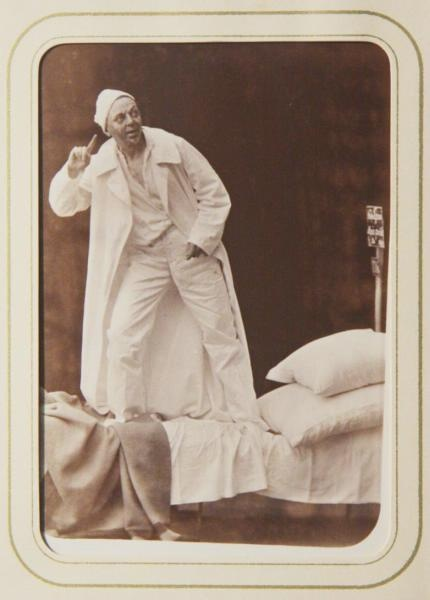